# Gabrovnica
Gabrovnica este o localitate din comuna Kamnik, Slovenia, cu o populație de 40 de locuitori.